# Mydas
Mydas är ett släkte av tvåvingar. Mydas ingår i familjen Mydidae.

## Bildgalleri

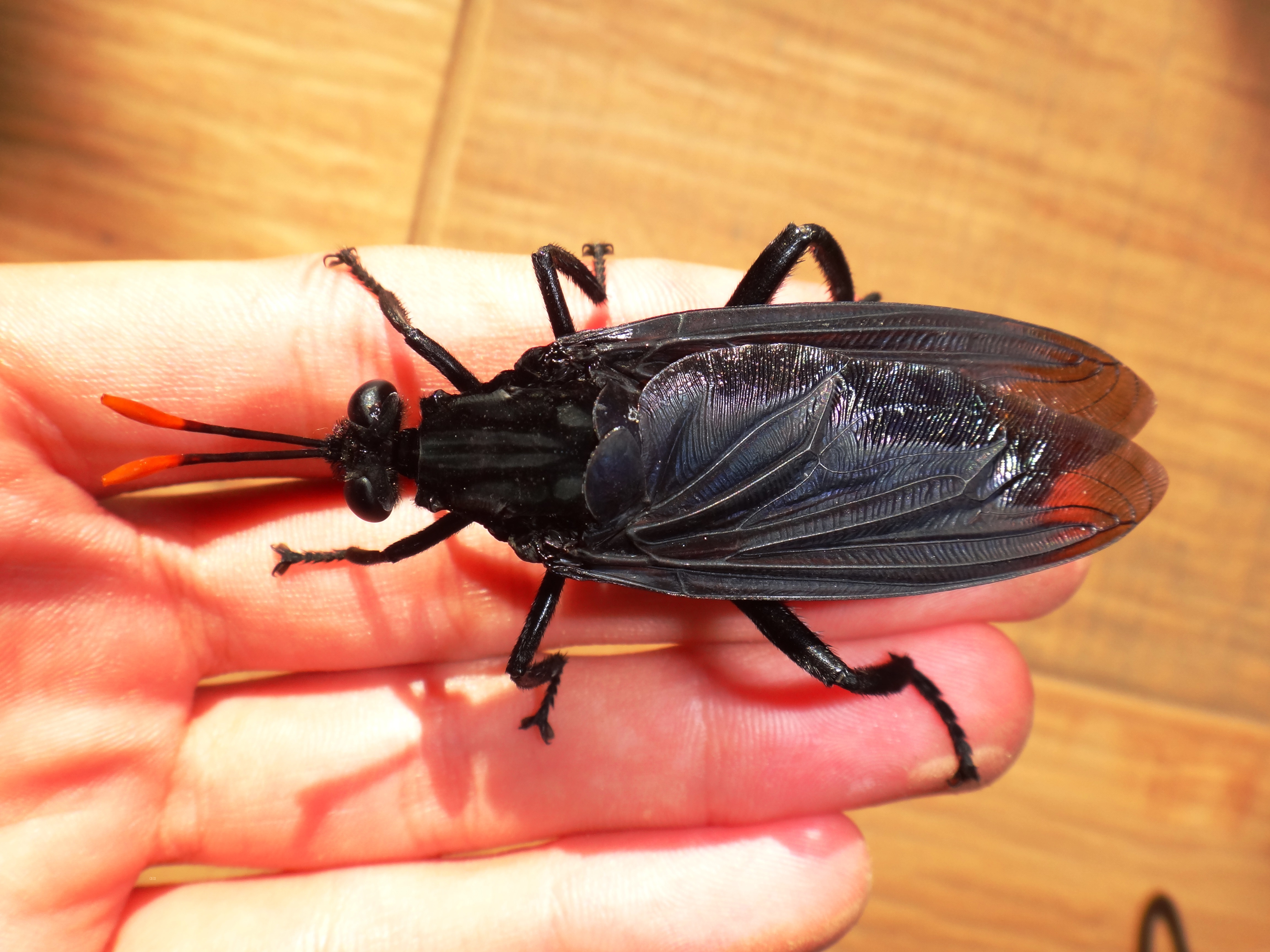
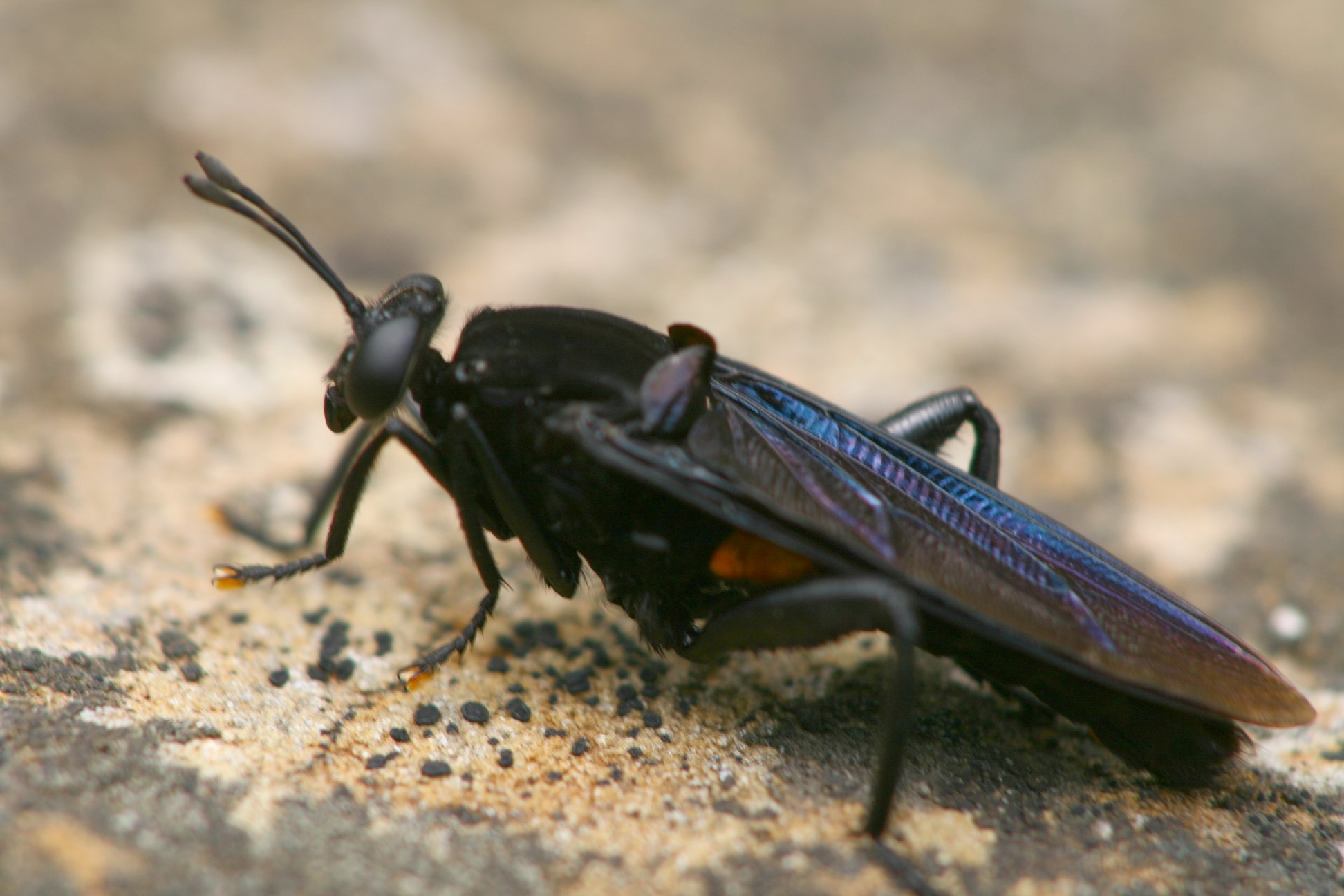
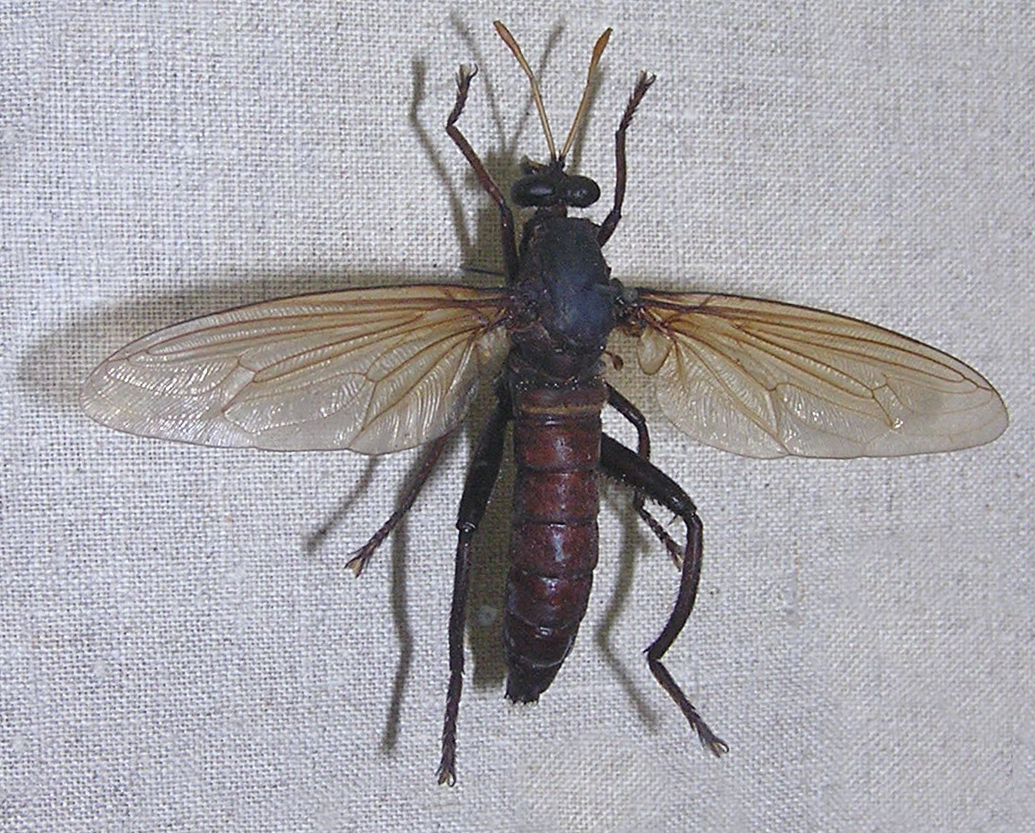

## Dottertaxa tillMydas, i alfabetisk ordning[1]
- Mydas annularis
- Mydas annulata
- Mydas apicalis
- Mydas argyrostomus
- Mydas arizonensis
- Mydas atratus
- Mydas audax
- Mydas auriculosus
- Mydas autuorii
- Mydas basifascia
- Mydas belus
- Mydas bitaeniatus
- Mydas boonei
- Mydas brederi
- Mydas brunneus
- Mydas bucciferus
- Mydas carbonifer
- Mydas carmichaeli
- Mydas cingulatus
- Mydas claripennis
- Mydas clavatus
- Mydas cleptes
- Mydas coerulescens
- Mydas crassipes
- Mydas davidsoni
- Mydas eupolis
- Mydas evansi
- Mydas evansorum
- Mydas fisheri
- Mydas floridensis
- Mydas fruhstorferi
- Mydas fulvifrons
- Mydas gracilis
- Mydas gruenbergi
- Mydas hardyi
- Mydas incipiens
- Mydas interruptus
- Mydas jaliscos
- Mydas lavatus
- Mydas lividus
- Mydas luteipennis
- Mydas maculiventris
- Mydas militaris
- Mydas militarsis
- Mydas mystaceus
- Mydas nitida
- Mydas nitidulus
- Mydas oaxacensis
- Mydas quadrilineatus
- Mydas rubidapex
- Mydas ruficornis
- Mydas rufiventris
- Mydas sarpedon
- Mydas sculleni
- Mydas simplex
- Mydas subinterruptus
- Mydas testaceiventris
- Mydas texanus
- Mydas tibialis
- Mydas tricinctus
- Mydas tricolor
- Mydas weemsi
- Mydas ventralis
- Mydas xanthopterus